# 勞雷萊斯

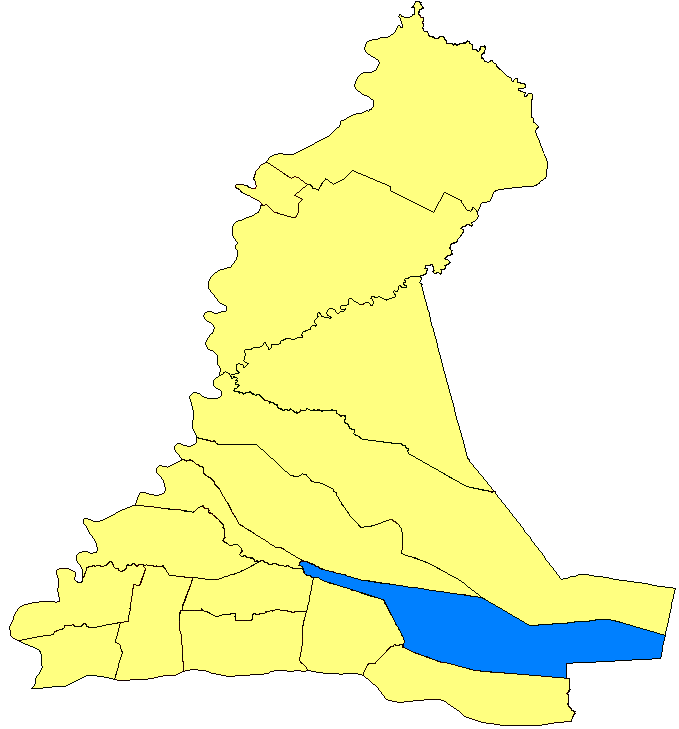

勞雷萊斯（西班牙語：Laureles），是巴拉圭的城鎮，位於該國西南部，由涅恩布庫省負責管轄，始建於1790年，面積856平方公里，2002年人口3,241，人口密度每平方公里3.79人。